# Jalla! Jalla! Wer zu spät kommt …
Jalla! Jalla! Wer zu spät kommt … (Originaltitel: Jalla! Jalla!, dt.: Schnell! Schnell! von türk./arab. Yallah!) ist eine schwedische Filmkomödie von Regisseur Josef Fares aus dem Jahr 2000.

## Handlung
Der libanesischstämmige Christ Roro hat eine feste schwedische Freundin, Lisa. Auch sein Freund und Arbeitskollege Måns lebt in einer Beziehung, doch ihn plagen Erektionsprobleme.
Als Lisa darum bittet, Roros Eltern kennenlernen zu dürfen, vertröstet er sie. Denn die wissen nichts von seiner Beziehung und wollen ihn mit der ebenfalls libanesischstämmigen Yasmin verheiraten. Es wird ein Familientreffen arrangiert, in dem alles klargemacht werden soll. Roro und Yasmin willigen ein, obwohl sie untereinander abgemacht haben, dass sie eigentlich nicht heiraten. Durch den vorgetäuschten Heiratswunsch will Yasmin Zeit gewinnen, bevor ihre Eltern sie in den Libanon zurückschicken. Inzwischen probiert Måns verschiedene Mittel gegen Erektionsstörungen aus, jedoch ohne Erfolg.
Yasmin und Roro werden von Yasmins Bruder Paul stark unter Druck gesetzt, denn dieser organisiert unverzüglich eine Wohnung für die beiden und arrangiert die Feier. Um kein Aufsehen zu erregen, begleitet Yasmin Roro auf dem Weg zu Lisa und gibt sich als seine Cousine aus. Måns gerät durch Zufall in eine unglückliche Situation: Er wird von einem Mann gebeten, fünf Minuten auf dessen Hund Rambo aufzupassen. Dieser entwischt, und Måns muss vor dem erzürnten Hundebesitzer fliehen. Lisa, Roro und Yasmin gabeln Måns auf und alle vier fahren an einen See. Während Roro und Lisa sich vergnügen, unterhält sich Måns mit Yasmin.
Am nächsten Tag taucht plötzlich wieder der wütende Hundebesitzer mitsamt drei Begleitern auf und verfolgt Måns und Roro zu Fuß. Die beiden entkommen nur knapp und verlieren sich dabei aus den Augen. Måns sieht auf einmal seine Freundin Jenny mit einem anderen Mann im Café sitzen. Er verprügelt ihn. Wieder auf der Flucht vor seinen Verfolgern trifft er Yasmin auf einer Parkbank, die seine Wunden versorgt. Sie lächeln sich gegenseitig an. Währenddessen streitet Roro sich hitzig mit Yasmins Bruder Paul, der ihm dann sagt, dass er Lisa von der Heirat erzählt habe. Unterwegs sieht Paul Yasmin und Måns auf der Parkbank, verprügelt Måns und nimmt Yasmin im Auto mit. Nach wie vor sind Paul sowie Roros Vater fest entschlossen, Roro und Yasmin zu verheiraten. Nachdem Jenny ausgezogen ist, wirft Måns voller Verzweiflung Möbel aus dem Fenster, während Roro versucht, über die Regenrinne in Lisas Wohnung einzudringen. Die Polizei nimmt beide fest und steckt sie für eine Nacht ins Gefängnis. Måns denkt an Yasmin und stellt fest, dass seine Erektionsprobleme gelöst sind.
Am Tag darauf werden die letzten Vorbereitungen für die Hochzeit getroffen. Måns eilt noch kurz vorher zu Yasmin, um ihr zu sagen, dass er sie liebt, doch Yasmin sieht keinen anderen Ausweg als zu heiraten. Roro fährt noch einmal zu Lisa, die ihm zunächst nicht verzeihen will. Als er ihr einen Heiratsantrag macht, kommt sie dennoch mit. Zum Erstaunen aller erklärt Roro den Hochzeitsgästen, dass er Yasmin nicht liebt und stattdessen mit Lisa zusammen sein will. Er erklärt auch, dass Yasmin in Måns verliebt sei. Paul wird wütend, eine Prügelei beginnt und die zwei Paare verlassen fluchtartig das Gebäude. Roros Vater hat ein Einsehen, gibt Roro den Autoschlüssel und verabschiedet sich von ihm. Die vier fahren gemeinsam von dannen.

## Kritiken
- „Geschickt mischt Fares den Ernst von Generationenkonflikt und Traditionszwang in zwei libanesisch-stämmigen Familien mit dem laissez-faire Reggae-geprägter Komödien der 80er-Jahre, und lässt das alles in einem sonnigen Schweden aufeinander prallen.“[1]
- „Fröhlich wird daraufloserzählt, unbekümmert die verschiedenen Erzählstränge zusammengeschnitten. Nur die Mädchen bleiben ein bisschen blass, aber vielleicht muss man diese Schwäche einem sonst durchweg sympathischen Jungens-Film ja verzeihen.“[2]
- „Freundschaft, Liebe und die Konflikte der Kulturen und Generationen werden leicht, temporeich und mit viel Sinn für Situationskomik inszeniert, wobei der Film vor allem durch präzises Timing, witzige Dialoge und vielfältige filmische Ausdrucksmittel besticht.“[3]
- „Jalla! Jalla!’s charm is due largely to the naturalness of the actors, […] It's also refreshingly free of grand socio-political statements, choosing instead to tell a lighthearted, feel-good story.“[4]
(Jalla! Jalla! hat seinen Charme vor allem der Natürlichkeit der Darsteller zu verdanken … der Film ist auch frei von gewichtigen soziopolitischen Aussagen, weil er vielmehr eine fröhliche Wohlfühl-Geschichte erzählen will.)

## Sonstiges
- Lukas Moodysson wirkte zusammen mit Lars Jönsson als ausführender Produzent am Film mit.
- Obwohl die im Film dargestellten libanesisch-stämmigen Charaktere deutlich als Christen zu erkennen sind (unter anderem an den getragenen Kreuzketten), wurden sie vielfach als Muslime wahrgenommen. So wurde der Film beispielsweise zum Thema "Islam und Moderne" in der Reihe "Islam-Cinema" der Bundeszentrale für politische Bildung gezeigt, die "muslimischen Alltag von innen" zeigen sollte.[5]